# Desruktivní Generace
Desruktivní Generace è una raccolta di brani della Oi! band Klasse Kriminale, realizzata da una casa discografica ceca.

## Brani
1. Dove Sono Finiti
2. Lungo il Fiume
3. Tu Vieni da Garageland (Live)
4. I Ragazzi Sono Innocenti
5. S. 1 U. O S. 1 R.
6. Kidz & Queens (I Know This Boy)
7. Vita Vuota
8. Ci Incontreremo Ancora un Giorno
9. Cow Punk Simphony
10. Mangia i Ricchi
11. Mind Invaders
12. If The Kids Are United
13. International Soldier
14. Generazione Distruttiva
15. Faccia a faccia
16. Police Oppression
17. Voglio Correre Insieme a Voi
18. Oi! Fatti Una Risata
19. Goal! (Live)
20. La Ragazza dalla T-shirt degli "Angelic Upstarts"
21. Mutiny On The World